# Aatto Pietikäinen
Aatto Johannes Pietikäinen (ur. 7 października 1921 w Kuopio, zm. 2 kwietnia 1966 w Kouvola) – fiński skoczek narciarski, uczestnik Zimowych Igrzysk Olimpijskich 1948 w Sankt Moritz.
Na igrzyskach w 1948 w Sankt Moritz wystąpił w zawodach na skoczni normalnej K-68. Konkurs ukończył na 8. pozycji z notą 216,4 punktu.
Jego braćmi byli inni skoczkowie narciarscy – Matti Pietikäinen i Lauri Pietikäinen.